# Dimitrios Loundras
Dimitrios Loundras (in greco Δημήτριος Λούνδρας?; Atene, 6 settembre 1885 – 15 febbraio 1970) è stato un ginnasta greco.
Partecipò alle gare di ginnastica ritmica delle prime Olimpiadi moderne che si svolsero ad Atene, nelle parallele a squadre, con la Ethnikos Gymnastikos Syllogos, vincendo la medaglia di bronzo.
È l'atleta più giovane che abbia mai partecipato (oltre che vinto una medaglia) ad un'Olimpiade, con i suoi 10 anni e 218 giorni. Loundras prese parte ad entrambe le guerre mondiali, raggiungendo il rango di ammiraglio della marina militare greca.